# كويك سيلفر
كويك سيلفر هو شخصية خيالية في مارفل كومكس من ابتكار ستان لي وجاك كيربي،ظهرت الشخصية لأول مرة في مارس 1964.